# 伦贝海峡

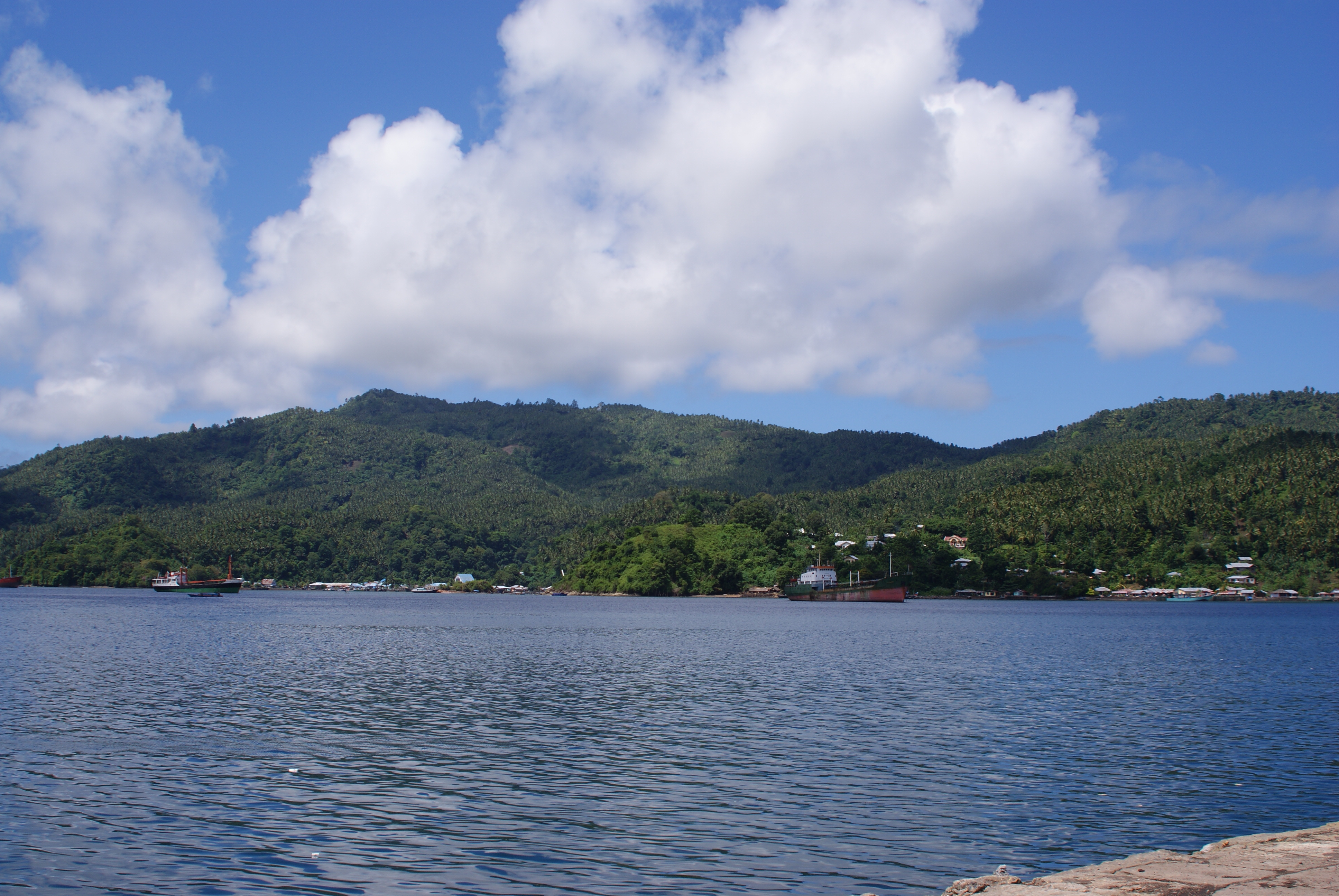
从比通港拍摄的伦贝岛，图中海域即为伦贝海峡

伦贝海峡（印尼语：Selat Lembeh）是印度尼西亚苏拉威西岛和伦贝岛之间的一条海峡。北苏拉威西省的重要海港城市比通位于海峡西岸，比通港也在海峡中。
海峡因色彩缤纷的海洋生物而得名，特别是裸鳃类，伦贝海峡也是一个著名的潜水点。
1°26′59″N 125°13′18.5″E / 1.44972°N 125.221806°E